# ARFU Asian Rugby Championship 1969
L'Asian Rugby Championship 1969 (in inglese 1969 ARFU Asian Rugby Championship) fu il 1º campionato asiatico di rugby a 15 organizzato dall'ARFU, organismo continentale di governo della disciplina.
Si trattava dell'edizione inaugurale del massimo campionato continentale, uno dei primi tornei istituiti dalla neonata Asian Rugby Football Union, fondata a Bangkok pochi mesi prima per iniziativa di alcune federazioni rugbistiche capofila, tra cui Giappone, Corea del Sud e Hong Kong.
Il torneo inaugurale, che si tenne in Giappone allo stadio Principe Chichibu di Tokyo, vide ai nastri di partenza, oltre alla squadra di casa, anche Corea del Sud, Hong Kong, Taiwan e Thailandia e si tenne con la formula del girone unico; dalle fonti giornalistiche e storiche disponibili si evince che il Giappone vinse a punteggio pieno, 4 vittorie su 4 incontri, e che concesse il test match solo nell'incontro con Hong Kong.
La stessa Hong Kong terminò seconda con tre vittorie e l'unica sconfitta contro il citato Giappone mentre invece non sono noti i punteggi con i quali la Thailandia batté Taiwan e fu a propria volta battuta dalla Corea del Sud; del tutto ignoto è, altresì, il risultato tra la citata Corea del Sud e Taiwan.
Nel corso della riunione istitutiva del torneo fu deciso che l'edizione successiva si sarebbe tenuta nel 1970 in Thailandia.

## Squadre partecipanti
- Corea del Sud
- Giappone
- Hong Kong
- Taiwan
- Thailandia

## Risultati
| Data          | Incontro                    | Risultato | Sede  |
| ------------- | --------------------------- | --------- | ----- |
| 8 marzo 1969  | Giappone XV — Thailandia    | 82-8      | Tokyo |
| 8 marzo 1969  | Taiwan — Corea del Sud      | n/d       | Tokyo |
| 9 marzo 1969  | Giappone — Hong Kong        | 24-22     | Tokyo |
| 10 marzo 1969 | Hong Kong — Taiwan          | 27-0      | Tokyo |
| 12 marzo 1969 | Hong Kong — Corea del Sud   | 8-3       | Tokyo |
| 12 marzo 1969 | Thailandia — Taiwan         | v. THA    | Tokyo |
| 14 marzo 1969 | Corea del Sud — Thailandia  | v. KOR    | Tokyo |
| 15 marzo 1969 | Giappone XV — Taiwan        | 62-0      | Tokyo |
| 16 marzo 1969 | Giappone XV — Corea del Sud | 23-5      | Tokyo |
| 16 marzo 1969 | Hong Kong — Thailandia      | 32-0      | Tokyo |

### Classifica
|  | Squadra       | G | V | N | P | P+  | P-  | P±   | PT |
|  | ------------- | - | - | - | - | --- | --- | ---- | -- |
|  | Giappone      | 4 | 4 | 0 | 0 | 191 | 35  | +156 | 8  |
|  | Hong Kong     | 4 | 3 | 0 | 1 | 89  | 27  | +62  | 6  |
|  | Corea del Sud | 3 | 1 | 0 | 2 | 8   | 31  | -23  | 2  |
|  | Thailandia    | 4 | 1 | 0 | 3 | 8   | 114 | -106 | 2  |
|  | Taiwan        | 3 | 0 | 0 | 3 | 0   | 89  | -89  | 0  |